# Piège à froid

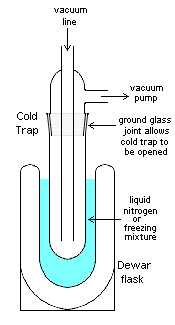
Un piège à froid plongé dans un milieu froid dans un vase Dewar. Certains préfèrent la configuration inverse, où les vapeurs coulent et se condensent le long des parois vers le bas du piège, le gaz étant aspiré par le tube intérieur ; cela limite le risque d'obturation.

En techniques du vide, un piège à froid est un appareil qui condense toutes les  vapeurs sauf les gaz permanents en liquide ou solide. Le but est habituellement d'éviter que les vapeurs issues d'une expérience en cours ne pénètrent dans une pompe à vide, où elles risqueraient de se condenser et de la contaminer. Des pièges à froid particulièrement grands sont nécessaires lorsqu'il faut retirer une grande quantité de liquide, par exemple lors d'une lyophilisation.
Les pièges à froid peuvent aussi désigner l'usage de surfaces réfrigérées pour empêcher les vapeurs d'huile de passer d'une pompe à une pièce. Dans ce cas, une section tubulaire contenant des ailettes sera attachée à l'entrée d'une pompe. En refroidissant les ailettes, soit avec un fluide cryogénique comme de l'azote liquide, soit en utilisant un refroidissement thermoélectrique par effet Peltier, les vapeurs d'huile se condensent au contact des surfaces, sont retirées de la chambre à vide et ne risquent pas de contaminer les gaz sortants de la pompe (ou la chambre à vide elle-même en cas de reflux).

## Applications
Les pompes qui utilisent de l'huile soit comme fluide de travail (pompes à diffusion) soit comme lubrifiant (pompes mécaniques à rotation) sont souvent sources de contamination dans les systèmes à vide. Insérer un piège à froid à l'entrée d'un telle pompe diminue considérablement le risque que des vapeurs d'huile ne remontent dans le vide. 
Les pièges à froid peuvent également être utilisés pour des expériences qui utilisent des lignes de vide, telle que des distillations ou condensations à très basse température, sur une petite échelle. Dans ce cas, on utilise un liquide de refroidissement comme de l'azote liquide ou un mélange de glace sèche dans de l'acétone ou un autre solvant ayant un point de fusion bas. 
Lorsque cette technique est utilisée à grande échelle, il s'agit de lyophilisation et le piège à froid est appelé à un condenseur. 

## Construction

Les pièges à froid (C sur le schéma) consistent habituellement en deux parties : la partie inférieure est un tube large et épais, rond, avec des joints rodés (B sur le schéma), et la partie supérieure est un bouchon (A sur le schéma), également avec des connexions rodées. La longueur du tube est choisie de telle sorte que lorsque les deux pièces sont assemblées, la partie supérieure plonge jusqu'à environ la moitié de la profondeur du tube.